# Onorato di Vercelli
Onorato (Vercelli, 330 circa – Vercelli, 29 ottobre 415) fu vescovo di Vercelli. Il suo culto come santo ebbe inizio a Vercelli subito dopo la sua morte.

## Biografia
Fu discepolo di Eusebio, vescovo di Vercelli, fu suo compagno in carcere e lo seguì nell'esilio a Scitopoli quando fu cacciato da Costanzo II dopo il Concilio di Milano del 355 a causa della sua azione contro l'arianesimo.
Grazie al sostegno di Ambrogio, vescovo di Milano (epistola Ad ecclesiam Vercellensem), nel 396 fu eletto vescovo di Vercelli come successore del defunto Limenio.
Secondo la testimonianza del biografo Paolino, assistette il vescovo Ambrogio sul letto di morte e gli somministrò gli ultimi sacramenti.

## Culto
Morì nel 415 e fu sepolto nella chiesa di Sant'Eusebio; il suo sepolcro, vicino a quello dei vescovi Eusebio e Limenio, fu ritrovato nel 1575 insieme a una lastra di marmo con un'epigrafe funeraria (un carme sulle sue qualita pastorali).
Il suo elogio si legge nel martirologio romano al 29 ottobre.